# 伊達秀宗
伊達 秀宗（だて ひでむね）は、安土桃山時代から江戸時代前期にかけての武将・大名。伊予国宇和島藩初代藩主。官位は従四位下・遠江守。

## 生涯

### 出生・豊臣時代
天正19年（1591年）9月25日、伊達政宗の庶長子として陸奥国柴田郡村田城にて誕生。幼名は兵五郎。母は側室・新造の方（異説あり）。
この時点では、政宗の正室・愛姫に男子がいなかったため、周囲からは「御曹司様」と呼ばれて伊達家の家督相続者と目されていた。文禄3年（1594年）、政宗に伴われて豊臣秀吉に拝謁し、秀吉に人質として差し出されることになり、伏見城で養育された。
文禄4年（1595年）7月に秀次事件が起こると、豊臣秀次と親密だった政宗もこの事件に連座し、隠居して家督を兵五郎に譲ることと伊達家の伊予への国替えを秀吉から命じられた。結局は徳川家康の取りなしにより許されたが、8月24日に在京の重臣19名の連署による起請文提出を命じられ、「もし政宗に逆意があればただちに隠居させ、兵五郎を当主に立てる」旨を誓約させられている。
文禄5年（1596年）5月9日、秀吉の猶子となり、秀吉のもとで元服し、偏諱を受けて秀宗と名乗った。従五位下侍従に叙位・任官され、豊臣姓も授かっている。豊臣秀頼のお側小姓として取り立てられた。
秀吉死後の慶長5年（1600年）に五奉行の石田三成らが五大老の徳川家康に対して挙兵（関ヶ原の戦い）すると、西軍は東軍の有力大名政宗の長男でありながら秀頼の家来である秀宗の扱いに当惑し、彼を三成方の宇喜多秀家の邸にて、対伊達政宗の人質とした。

### 江戸時代と宇和島藩主
慶長7年（1602年）9月、徳川家康に拝謁し、徳川氏の人質として江戸に向かった。だが正室である愛姫との間に虎菊丸（のちの伊達忠宗）が生まれ、慶長8年（1603年）1月に政宗は虎菊丸を家康に拝謁させ、秀宗の立場は微妙になりだした。慶長14年（1609年）、秀宗は家康の命令で徳川四天王で重臣の井伊直政の娘の亀を正室として、徳川陣営に取り込まれることになる。だが弟の虎菊丸が慶長12年（1607年）に家康の五女の市姫と婚約し、慶長16年（1611年）12月に江戸城で元服し、将軍秀忠から一字を賜って忠宗と名乗ったことにより、事実上秀宗は伊達家の家督相続者から除外されることになった。この事情に関しては政宗の長男であったが、生母の飯坂氏が側室だったために本家の家督を嗣ぐことができなかったとされてきたがこれは誤りと言われており、「秀」の通字を受けて秀吉・秀頼の側に仕え、一時は豊臣姓まで賜った秀宗が徳川氏の世では仙台藩主としてふさわしくないという理由で実際には除外されたとされている。
このため別家を興すことを父・政宗が考える。慶長19年（1614年）の大坂冬の陣には父と共に参陣し、初陣を飾る。冬の陣後、大御所徳川家康から参陣の功として政宗に与えられた伊予宇和島10万石を別家として嗣ぎ、同年12月25日にその初代藩主となった。江戸幕府が下した大坂の陣の論功行賞では、最も石高が多い恩賞となる。家臣団の多くは政宗が伊達家中から選んだ者で、秀宗入部の際、57騎騎馬団のほか足軽、小者あわせ約1200名がいたとされる。かまぼこ職人も仙台から連れてきたという説もある。重臣は政宗の意を受けて秀宗を輔弼した。また、藩政整備のための初期資金として仙台藩から6万両の借財をした。
元和6年（1620年）、家老山家公頼は一族皆殺しにあう。後年作られた伝説では桜田玄蕃一派が襲撃したと言われるが、玄蕃本人は当日大阪におり、実際には秀宗が命じた「御成敗」であった。
秀宗はこれを幕府や政宗に報告しなかったことから、激怒した父によって勘当される。公頼はもともと政宗の家臣であり、本家側の人間であった。そのためか、事あるごと様々なことに口を挟んだため、秀宗は疎ましく感じていたとされる。さらに翌元和7年（1621年）、怒りの収まらない政宗は老中土井利勝に対して宇和島藩の返上を申し入れた（和霊騒動）。結局、利勝のとりなしで政宗は申し入れを取り下げ、政宗と秀宗は面会し、その場で秀宗は、長男であるにもかかわらず徳川時代に入って仙台藩の家督を嗣げなかったことや、長期にわたって人質生活を送らされていたことから、政宗に対しかなりの恨みを持っていることを話した。政宗もその秀宗の気持ちを理解し、勘当は解かれた。この件をきっかけとして親子の関係は良好になったとされる。
その後、秀宗は藩政に注力した。翌年の元和8年（1622年）12月、遠江守を叙任する。寛永3年（1626年）8月19日には従四位下に昇位する。

### 晩年・最期
勘当が解けてから政宗と秀宗の仲は親密になり、和歌を交歓したり、「唐物小茄子茶入」と秘蔵の伽羅の名香「柴舟」が政宗から贈られ、これら政宗から秀宗に贈られた品は宇和島藩伊達家の家宝として秘蔵された（他に茶壷の銘冬寒、銘仙々洞などがあり、宇和島市立伊達博物館の企画展・特別展で見ることができる）。寛永13年（1636年）5月に政宗が死去し、6月に仙台の覚範寺で葬儀が営まれた際、秀宗は次男の宗時と共に葬儀に参列した。寛永14年（1637年）から翌年にかけて、島原の乱では幕命により派兵している。
寛永14年（1637年）頃より病床に臥すことが多くなったが、病気は中風だったという。このため、寛永15年（1638年）に世子であった次男の宗時が宇和島に帰国して「太守」「殿様」として政務を代行した。このため、歴代に宗時を入れている記述が見られることより、幕府からも実質的な当主は宗時であると認識されていた（『大武鑑』）。
秀宗晩年の宇和島藩では領内検地、そしてそれを基にした定免法（年貢の固定化）の採用、藩士給与についても従来の給地制（地方知行制）から蔵米制（米の現物支給）とした。慶安2年（1649年）2月5日には宇和島を大地震が襲い、翌年に長患いしていた中風を理由に療養を幕府より許されて宇和島に帰国した。
承応2年（1653年）に宗時が39歳で早世したため、三男で20歳の宗利が世子となる。その翌年からは藩と商人資本による新田開発が進められた。明暦3年（1657年）7月21日、世子の宗利に家督を譲って隠居した。8月16日には五男の宗純に伊予吉田藩を分知したため、宇和島藩は7万石、吉田藩は3万石となった。
明暦4年（1658年）6月8日に江戸藩邸で死去。享年68。死後の翌日、宮崎八郎兵衛・高島太郎衛門が、6月18日に神尾勘解由、6月23日に渡辺藤左衛門がそれぞれ殉死した。

## 人物・逸話
秀宗は宇和島藩祖であるが、宇和島では余り崇敬を集めておらず、宇和島市内には顕彰碑も銅像も無く、「秀宗公」と尊称する人もいない。これは幕末・維新期の藩主宗紀と宗城が名君だったためにその陰に隠れたためとされている。ただし秀宗も名君だったと伝わり、参勤交代の際に宇和島の帰国途中で海が荒れて船が転覆しそうになった時、秀宗だけが泰然自若、少しも騒がなかった。あるいは豊臣秀頼と組み討ち遊びの時、年長の秀宗は秀頼を組み敷いたが、踏みつける際に咄嗟に懐紙を取り出し、直に踏まなかったので豊臣秀吉・淀殿夫妻をはじめ豊臣家の面々は秀宗に大いに感心した、と伝わっている。
秀宗は支藩扱いされるのを嫌い、将軍徳川家光との御成之間で対面の際、異母弟忠宗より上座に着座して政宗の長男として、宇和島藩が仙台藩の風上に立つことを示している。秀宗は政宗に似て和歌に堪能だったと伝わる。そして時代は流れて、幕末の朝廷および明治新政府で活躍した伊達宗城らの功績により、宇和島藩の藩主家は侯爵に列せられ、奥羽越列藩同盟に連座したため伯爵どまりとなった仙台藩藩主家を上回る家格として遇されることになった（後述のように宇和島藩は江戸時代前期に仙台藩から養子が入ったため、それ以降の藩主は血統上は忠宗の男系子孫である）。

## 系譜
- 父：伊達政宗（1567年 - 1636年）
- 母：新造の方（? - 1612年） - 猫御前、飯坂宗康の二女、異説有り
- 猶父：豊臣秀吉（1537年 - 1598年）
- 正室：亀 - 徳興院、桂林院、井伊直政の娘 
  - 長男：伊達宗実（1612年 - 1644年） - 左近大夫、嫡男であったが病弱のため、嫡を辞す
  - 次男：伊達宗時（1615年 - 1653年） - 世子、父に先立つ[注釈 3]
  - 長女：菊
  - 二女：萬 - 夭折
  - 三女：鶴松
- 側室：朝井氏
  - 三男：伊達宗利（1635年 - 1709年） - 宇和島伊達家2代当主
  - 七男：伊達宗職（1642年 - 1704年） - 降臣、吉田伊達家3代伊達村豊の父
- 側室：山上氏 
  - 四男：桑折宗臣（1635年 - 1686年） - 宇和島城代家老、桑折宗頼養子
- 側室：吉井氏
  - 五男：伊達宗純（1636年 - 1708年） - 吉田伊達家初代
  - 四女：竹松 - 夭折
  - 五女：松 - 家臣渡辺左兵衛首に嫁す
  - 八男：岩松 - 夭折
- 側室：小池氏 
  - 六男：徳松 - 夭折
  - 六女：清　
  - 九男：伊達宗則 - 降臣、勘当され吉田に逃亡

宇和島伊達家、吉田伊達家はいずれも途中で血統が絶えため、仙台藩主家から迎えた伊達宗贇（秀宗の弟・忠宗の孫）の子孫となっている。よって、吉田伊達家3代・村豊の子である上杉義枝の子孫（上条上杉家）などが秀宗の男系子孫である。また宇和島伊達家2代宗利の外孫である丸亀藩主京極高矩の子孫などが秀宗の女系子孫である。